# Валя-Гирбоулуй
Валя-Гирбоулуй (рум. Valea Gârboului) — село у повіті Клуж в Румунії. Входить до складу комуни Куздріоара.
Село розташоване на відстані 350 км на північний захід від Бухареста, 53 км на північний схід від Клуж-Напоки.

## Населення
За даними перепису населення 2002 року у селі проживали 22 особи, усі — румуни. Усі жителі села рідною мовою назвали румунську.